# 滎澤縣
滎澤縣是古代河南所屬的一個縣，在今河南省。

## 沿革
- 隋仁壽元年改廣武縣名滎澤縣[1]
- 明代屬開封府鄭州[2]
- 清初仍屬開封府，雍正二年改屬鄭州直隸州，乾隆三十年省河陰縣入[3]
- 1931年，與河陰縣合併為廣武縣